# Dicranomyia ungjeeburra
Dicranomyia ungjeeburra là một loài ruồi trong họ Limoniidae. Chúng phân bố ở miền Australasia.